# Il quarto dei Re magi
Il quarto dei Re magi (The Other Wise Man) è un racconto dell'autore statunitense Henry van Dyke del 1895.
La storia narra di Artabano, il quarto dei Re Magi che diresse i suoi passi verso l'Occidente, sempre guidato dalla splendente mappa celeste, alla ricerca del Bambino Gesù.

## Storia editoriale
Il racconto fu pubblicato in patria nel 1895.
In Italia è apparso con vari titoli e traduzioni: nel 1908 come Il quarto dei Re magi, tradotto da Maria Marselli-Valli; come La storia del quarto mago d'Oriente nel 1925, tradotto da Eduardo Taglialatela per l'editore Carabba; come Il quarto saggio, tradotto da Elena e Luigi Giario nel 1996 per l'editore Gribaudi; come Artaban: il quarto re, tradotto da Giovanni Prouse per l'editore Novalis; come L'altro re magio, tradotto da Luca Scarlini nel volume antologico Il Natale dei Magi, edito dall'Einaudi.

## Trama
La storia è un'aggiunta e un ampliamento del racconto dei Magi biblici, narrato nel Vangelo di Matteo nel Nuovo Testamento. Racconta di un quarto saggio (accettando la tradizione che i Magi fossero tre), un sacerdote dei Magi di nome Artabano, appartenente al popolo iranico dei Medi. Come gli altri Magi, vede nel cielo i segni che annunciano che un re è nato tra i Giudei, e come loro si propone di vedere il sovrano appena nato, portando dei tesori da donare al bambino: uno zaffiro, un rubino e una "perla di grande valore". Tuttavia, si ferma lungo la strada per aiutare e risanare un moribondo, il che gli fa perdere l'appuntamento con la carovana degli altri tre saggi. Poiché ha perso la carovana, e non può attraversare il deserto con un solo cavallo, è costretto a vendere uno dei suoi tesori per acquistare i cammelli e le provviste necessarie per il viaggio. Inizia allora il suo viaggio ma arriva a Betlemme troppo tardi per vedere il bambino, i cui genitori sono fuggiti in Egitto. Salva la vita a un bambino di Betlemme (che stava per essere ucciso da un soldato di Erode) al prezzo di un altro dei suoi tesori.
Quindi si reca in Egitto e in molti altri paesi, cercando Gesù per molti anni e compiendo atti di carità lungo il cammino. Dopo 33 anni, Artabano è ancora un pellegrino e un cercatore della luce. Egli arriva a Gerusalemme giusto in tempo per la crocifissione di Gesù. Spende il suo ultimo tesoro, la perla, per riscattare una giovane donna dall'essere venduta come schiava. Viene quindi colpito alla testa da una tegola e mentre è in punto di morte, avendo fallito la sua ricerca per trovare Gesù ma avendo fatto molte opere di bene, una voce gli sussurra: "In verità ti dico, che tutto quello che hai fatto per l'ultimo dei miei fratelli, tu lo hai fatto per me". Muore in un calmo splendore di meraviglia e gioia. I suoi tesori sono stati accettati e l'altro saggio ha trovato il suo re.

## Opere derivate
- Dalla storia sono state ricavate diverse riduzioni teatrali: nel 1951 ad opera di Pauline Phelps,[3] nel 1952 da parte di Harold G. Sliker,[4] nel 1956 da parte di Everett Radford,[5] e nel 1963 da parte di M. Percy Crozier e Margaret Bruce.[6]
- Un adattamento televisivo fu presentato nel 1953 nella serie Hallmark Hall of Fame, con Wesley Addy come Artaban.[7] Versioni televisive della storia furono trasmesse anche nel 1957 nel Kraft Television Theatre (con Richard Kiley)[8] e nel G.E. True Theater nel 1960 (con Harry Townes).[9]  Un lungometraggio televisivo di 73 minuti con Martin Sheen, intitolato The Fourth Wise Man, fu trasmesso il 30 marzo 1985.[10]
- Una versione animata della storia fu prodotta dalla Bonneville Communications nel 1989.
- Un oratorio basato sulla storia fu composto da Susan Hulsman Bingham ed eseguito per la prima volta nel 2000.[11]
- Una composizione da camera fu composta da M. Ryan Taylor ed eseguita per la prima volta nel 2006.[12]
- Un'opera composta da Damjan Rakonjac su libretto di David Wisehart fu rappresentata per la prima volta nel 2010.[13]
- Una versione del racconto ridotta per i bambini fu scritta da Robert Barrett nel 2007.[14]
- Un'illustrazione di Artabano fu realizzata dall'artista scozzese Peter Howson per essere usata dal primo ministro di Scozia Alex Salmond come biglietto ufficiale d'auguri natalizi nel 2013.[15]
- Vi è ispirata una novella scritta dall'autore tedesco Edzard Schaper nel 1961: Der vierte König.[16]

## Nella cultura di massa
Un grande zaffiro stellato, la Stella di Artaban, è stato chiamato così in onore di questa storia. Attualmente si trova al National Museum of Natural History di Washington.

## Edizioni italiane
- Henry Van Dyke, Il quarto dei Re magi, traduzione di Maria Marselli-Valli, Firenze, Ufficio della Rassegna Nazionale, 1908.
- Enrico Van Dyke, La storia del quarto mago d'Oriente, in Il quarto mago d'Oriente e altre storie, collana Scrittori italiani e stranieri, traduzione di Eduardo Taglialatela, n. 241, Lanciano, Carabba, 1925.
- Henry Van Dyke, Il quarto saggio, traduzione di Elena e Luigi Giario, con una proposta per la rappresentazione a cura di Luigi Giario, postfazione di Adriana Zarri, Milano, Gribaudi, 1996, ISBN 88-7152-432-2.
- Henry Van Dyke, Artaban: il quarto re, traduzione di Giovanni Prouse, Milano, Novalis, 2003, ISBN 88-88444-01-7.
- Henry Van Dyke, L'altro re magio, in Luca Scarlini (a cura di), Il Natale dei Magi, collana ET Biblioteca, traduzione di Luca Scarlini, n. 59, Torino, Einaudi,  pp. 163-186, ISBN 978-88-06-20747-2.